# Kommissar für Umwelt
Der Kommissar für Umwelt ist das für Umweltpolitik zuständige Mitglied der Europäischen Kommission. Die Generaldirektion Umwelt existiert seit Amtsantritt der Kommission Ortoli 1973; in der Kommission Thorn (1981–85) war kein Mitglied ausdrücklich für Umwelt zuständig. Seit Ende der 1980er-Jahre gewann das Ressort zunehmend an Bedeutung, da auch die Umweltpolitik der Europäischen Union ausgebaut wurde. Seit 2010 ist der Umweltkommissar allerdings nicht mehr für die Klimapolitik der Europäischen Union verantwortlich, die in ein eigenes Ressort Klimaschutz ausgelagert wurde.

## Bisherige Amtsinhaber
| Kommissar                | Amtszeit  | Staat        | nationale Partei | europäische Partei / politische Richtung | Sonstige Zuständigkeiten               |
| ------------------------ | --------- | ------------ | ---------------- | ---------------------------------------- | -------------------------------------- |
| Jessika Roswall          | seit 2024 | Schweden     | M                | EVP                                      |                                        |
| Virginijus Sinkevičius   | 2019–2024 | Litauen      | LVŽS             | parteilos                                | Ozeane und Fischerei                   |
| Karmenu Vella            | 2014–2019 | Malta        | PL               | SPE                                      | Maritime Angelegenheiten und Fischerei |
| Janez Potočnik           | 2010–2014 | Slowenien    | LDS nahestehend  | ELDR nahestehend                         |                                        |
| Stavros Dimas            | 2004–2010 | Griechenland | ND               | EVP                                      |                                        |
| Margot Wallström         | 1999–2004 | Schweden     | SAP              | SPE                                      |                                        |
| Ritt Bjerregaard         | 1995–1999 | Dänemark     | S                | SPE                                      |                                        |
| Ioannis Paleokrassas     | 1993–1995 | Griechenland | ND               | EVP                                      |                                        |
| Carlo Ripa di Meana      | 1989–1993 | Italien      | PSI              | SPE                                      |                                        |
| Lorenzo Natali           | 1977–1981 | Italien      | DC               | EVP                                      |                                        |
| Carlo Scarascia-Mugnozza | 1973–1977 | Italien      | DC               | christdemokratisch                       |                                        |